# Tothom va riure
Tothom va riure (títol original: They All Laughed) és una pel·lícula estatunidenca dirigida per Peter Bogdanovich i estrenada l'any 1981. Ha estat doblada al català.

## Argument
A Nova York, dos homes d'afers sospitosos, els senyors Niotes i Martin, sol·liciten, en el mateix lapse de temps, els serveis de l'agència de seguiment Odyssey per vigilar les seves esposes que ells sospiten els són infidels. Els investigadors John Russo i Charles Rutledge són respectivament encarregats de seguir la bruna i distingida Angela Niotes i la jove i rossa Dolores Martin. Però els dos detectius cauen perdudament enamorats de les seves encantadores sospitoses i tot s'embolica.

## Repartiment
- Audrey Hepburn: Angela Niotes
- Ben Gazzara: John Russo
- John Ritter: Charles Rutledge
- Dorothy Stratten: Dolores Martin
- Blaine Novak: Arthur Brodsky
- Patti Hansen: Sam
- Linda MacEwen: Amy Lester
- George Morfogen: Leon
- Sean H. Ferrer: José
- Vassili Lambrinos: Stavros Niotes
- Ricardo Bertoni: Senyor Martin
- Peter Bogdanovich: El disc-jockey

## Músiques BO
Títols per ordre alfabètic
1. A Fool Such As I, lletra i música de Bill Trader, interpretat per Rodney Crowell
2. Ain't Misbehavin, lletra d'Andy Razaf i música de Fats Waller/Harry Brooks, interpretat per Louis Armstrong
3. Amigo, lletra i música de Erasmo Carlos i Roberto Carlos, interpretat per Roberto Carlos
4. Back In The Country, lletra i música de Eddy Raven, interpretat per Roy Acuff
5. Concerto per a piano no 27 de Wolfgang Amadeus Mozart, interpretat per Wilhelm Backhaus (piano) i l'Orquestra filharmònica de Viena dirigida per Karl Böhm
6. I Would Like to See You Again, lletra i música de Larry T. Atwood i Charlie Craig, interpretat per Johnny Cash
7. It Comes and Goes, lletra, música i interpretació per Johnny Cash
8. Kentucky Nights, lletra i música d'Eric Kaz, interpretat per Colleen Camp
9. Leaving Louisiana in the Broad Daylight, lletra de Donivan Cowart i música de Rodney Crowell, interpretat per The Oak Ridge Boys
10. Memories of You, lletra de Andy Razaf i música de Eubie Blake, interpretat per Louis Armstrong
11. More Than You Know, lletra de Edward Eliscu/William Rosa i música de Vincent Youmans, interpretat per Frank Sinatra
12. My Foolish Heart, lletra de Ned Washington i música de Victor Young, interpretat per Scott Hamilton
13. My One and Only Love, lletra de Robert Mellin i música de Guy Wood, interpretat per Art Tatum i Ben Webster
14. Nova York, Nova York, de John Kander i Fred Ebb, interpretat per Frank Sinatra, de la pel·lícula Nova York, Nova York de Martin Scorsese
15. Omaha, de Billy Joe Shaver, interpretat per Waylon Jennings
16. One Day Since Yesterday, lletra de Peter Bogdanovich i música de Earl Poole Ball, interpretat per Colleen Camp
17. Sing, Sing, Sing, música de Louis Prima, interpretat per Benny Goodman i la seva orquestra
18. That's the Way It Is, lletra i música de L. Butler i Bowling, interpretat per Johnny Cash
19. These Foolish Things (Remind Me of You), paraules d'Eric Maschwitz i música de Jack Strachey, interpretat per Scott Hamilton
20. They All Laughed, paraules d'Anirà Gershwin i música de George Gershwin, interpretat per Frank Sinatra
21. We Had It All, lletra i música de Donnie Fritts i Troy Seals, interpretat per Waylon Jennings
22. You And Me, de Carole Bayer Sager i Peter Allen (compositor australià), interpretat per Frank Sinatra

## Al voltant de la pel·lícula
- Estrenada després de la seva mort, és l'última pel·lícula de l'actriu Dorothy Stratten assassinada amb 20 anys el 14 d'agost de 1980.
- És la segona pel·lícula que reuneix Ben Gazzara i Audrey Hepburn després Lligats per la sang estrenada l'any 1979.